# Cyperus capitatus
Cyperus capitatus o chuzos es una planta de la familia de las ciperáceas.

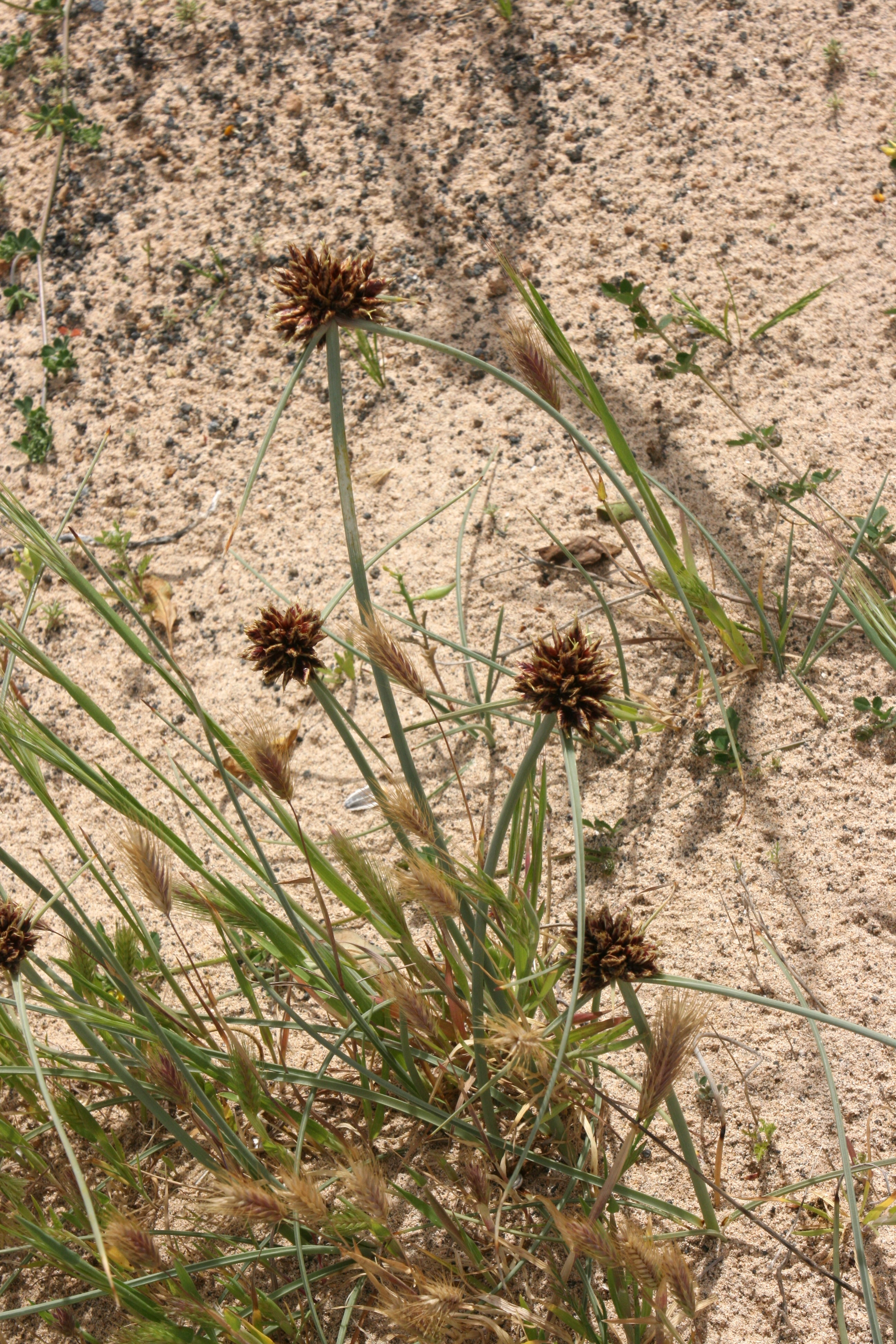
Vista de la planta

## Descripción
Planta perenne que forma estolones serpeteantes bajo la arena. Los tallos son redondos y estriados, con hojas acanaladas, largas y recostadas. En el extremo del tallo van las espigas reunidas en una gruesa cabeza compacta y sostenida por brácteas patentes.
Tiene tallos de 10-50 cm. Hojas de (1-) 2,5-6 (-7) mm de anchura, con el margen revoluto. Inflorescencias capituliformes, con 4-6 brácteas desiguales, de margen revoluto, muy ensanchadas en la base, las más inferiores al menos sobrepasando a la inflorescencia. Espiguillas de 6-17(-20) x 2,5-4 mm, de oblongas a lanceoladas, con 4-14 flores y eje áptero. Glumas de 5-7,5 x 2,3-4 mm, de ovadas a lanceoladas, con un mucrón de 0,5-2,5 mm, rojo oscuras, con margen escarioso ancho. Androceo con 3 estambres. Estilo con 3 brazos estilares. Aquenios de 2,5-3,3 x 0,9-1,5 mm, trígonos, de oblongos a obovados, grises o amarillentos. Tiene un número de cromosomas de 2n = 72. Florece de marzo a junio (agosto).

## Hábitat
En arenales costeros, playas y cultivos próximos.

## Distribución
Planta típicamente mediterránea.

## Taxonomía
Cyperus capitatus fue descrita por Domenico Vandelli   y publicado en Fasciculus plantarum cum novis generibus et speciebus 5. 1771.
Citología
Número de cromosomas de Cyperus capitatus (Fam. Cyperaceae) y táxones infraespecíficos: 2n=72
Etimología
Ver: Cyperus
capitatus: epíteto latino que significa "con una cabeza".
Sinonimia
- Chlorocyperus aegyptiacus (Gloxin) Rikli
- Cyperus aegyptiacus Gloxin
- Cyperus kalli (Forssk.) Murb.
- Cyperus macrorrhizus Nees ex Boiss. nom.illeg
- Cyperus maritimus (Lam.) P.Silva nom.illeg
- Cyperus mucronatus (L.) Mabille nom.illeg
- Cyperus schoenoides Griseb. nom.illeg
- Galilea mucronata (L.) Parl.
- Mariscus mucronatus C.Presl
- Mariscus mucronatus (L.) Gaertn.
- Schoenus maritimus Lam.
- Schoenus mucronatus L.
- Scirpus kalli Forssk.[5][6]